# クリー語
クリー語（クリーご）は、アルゴンキン語派に属し、カナダのアルバータ州からラブラドールにかけて約50,000人の間で話されている言語である。

## 方言分類の基準
※以下の文におけるカタカナでの発音表記は、日本語話者に簡易的に音声を知らせるもので、必ずしも現地語を忠実に再現していない。
子音の[ʃ]
クリー語の方言連続体は、いくつかの区分に分かれる。オンタリオ州北部から、ケベック州北西湾岸部にかけて、[ʃ] (日本語のシャ行に似た音、英語のsh音)と[s]（sの音）の間に明確な区別があるが、西部・東部では区別しない。西部では[s]とのみ発音し、東部では[ʃ]または[h]（日本語のハ行の子音）のいずれかで発音される。
長母音
北部の平原クリー語(Plains Cree)と森林クリー語(Woods Cree)を含むいくつかの方言では、長母音[eː]（エー）と[iː]（イー）は[iː]ひとつに集約される。ケベック州のチサシビ(Chisasibi)とワプマグストゥ(Whapmagoostui)では、長母音[eː]は、長母音[aː]（アー）に集約される。
しかし、クリー語諸方言のうち最もバリエーションに富んでいるのは、アルゴンキン祖語の *l に起源を持つ音である。下の表を参照（SKはサスカチュワン州、ABはアルバータ州、BCはブリティッシュコロンビア州、NTはノースウェスト準州、MBはマニトバ州、ONはオンタリオ州、QCはケベック州、NLはニューファンドランド・ラブラドール州）。
| 方言                                            | 地域           | 祖語の *l に起源を持つ音 | 「先住民」を意味する語（祖語の *elenyiwa） | 2人称代名詞（祖語の *kīlawa） |
| ----------------------------------------------- | -------------- | ------------------------ | ------------------------------------------ | ----------------------------- |
| 平原クリー語(Plains Cree)                       | SK, AB, BC, NT | y                        | iyiniw ᐃᔨᓂᐤ                                | kiya ᑭᔭ                       |
| 森林クリー語(Woods Cree)                        | MB, SK         | ð/th                     | iðiniw/ithiniw ᐃᖨᓂᐤ                        | kīða/kītha ᑫᖬ                 |
| 湿原クリー語(Swampy Cree)                       | ON, MB, SK     | n                        | ininiw ᐃᓂᓂᐤ                                | kīna ᑮᓇ                       |
| ムースクリー語(Moose Cree)                      | ON             | l                        | ililiw ᐃᓕᓕᐤ                                | kīla ᑮᓚ                       |
| 東部クリー語(East Cree)                         | QC             | y                        | īnū ᐄᓅ; īyiyū ᐄᔨᔫ                          | čī ᒌ                          |
| カワチカマチ・ナスカピ(Kawawachikamach Naskapi) | QC             | y                        | īyuw ᐃᔪᐤ                                   | čīy ᒋᔾ                        |
| アティカメク語(Atikamekw)                       | QC             | r                        | iriniw                                     | kira                          |
| 西部インヌ語(Western Innu)                      | QC             | l                        | ilnu                                       | čil <tshil>                   |
| 東部インヌ語(Eastern Innu)                      | QC, NL         | n                        | innu                                       | čīn <tshin>                   |

y方言の平原クリー語話者は自分たちの言語を nēhiyawēwin と呼び、森林クリー語話者は nīhithawīwin、湿原クリー語話者は nēhinawēwin と呼ぶ。これはスー語族の Dakota、Nakota、Lakota や古代教会スラヴ語の母音 ѣ (yat) の現代スラブ諸語への変化に見られる音の交替と同様である。
クリー語諸方言の音韻的なバリエーションのうち、もう一つ重要なものにアルゴンキン祖語における *k の硬口蓋音化がある。オンタリオ・ケベック州境の東（アティカメク語を除く）では、アルゴンキン祖語の *k は前母音の前の位置で[tʃ]（「チーズ」の「チ」の子音）に変化している（上の表の「2人称代名詞（祖語の *kīlawa）」を参照）。
クリー語の地域語連続体はしばしばクリー語とモンタニェ語に分けられる。クリー語には *k から [tʃ] への変化を経ていない全ての方言が含まれる（ブリティッシュコロンビアからケベック）。他方、モンタニェ語の使用される地域（ケベックからニューファンドランド・ラブラドール）ではこの変化が起きた。この分類は言語学的な観点からは有用だが、「東部クリー語」がモンタニェ語となるため混乱を招きかねない。実用上は、クリー語とは通常正書法に音節文字を使用する諸方言のことであり（アティカメク語を含みカワチカマチ・ナスカピ語を含まない）、モンタニェ語という呼び名はローマ字を用いる諸方言に使われる（アティカメク語を含まずカワチカマチ・ナスカピ語を含む）。ナスカピ語という呼び名は一般にカワチカマチ語（y方言）とナトゥアシシュ語（n方言）を指す。

## 方言の分類
クリー語諸方言は概ね九つに分類される。西から東へ順に以下のような方言がある。
- 平原クリー語 （y方言）
- 森林クリー語   （th方言）
- 湿原クリー語 （n方言）

湿原クリー語には音素 š に違いがある東部方言と西部方言がある。西部方言では š が s と同一になっている。
- ムースクリー語 （l方言）
- ジェームズ湾クリー語 （y方言で、「東部クリー語」とも呼ばれる)

ジェームズ湾クリー語には北部方言と南部方言があり、区別する母音の数が異なっている。北部方言では長母音 ē と ā が統合されているが、南部方言では区別される。ただし、両地域の話者は容易に意思疎通できる。
- アティカメク語 （r方言）
- 西部モンタニェ語 （l方言）
- 東部モンタニェ語 （n方言, また「インヌ・アイムン語」とも)
- ナスカピ語（y方言）

## 文法
多くのアメリカ先住民の言語同様、クリー語は抱合語的形態論・統語論を特徴とする。クリー語では、英語ならば数語必要になるものを非常に長い1語で表すことがある。その一方で、クリー語が英語よりも簡潔である場合もある。例えば、平原クリー語で「学校」という単語は ᑭᐢᑭᓄᐦᐊᒫᑐᐏᑲᒥᐠ kiskinohamātowikamik で、これは「知る」-「手で」-使役-「してあげる」-再帰-「場所」という要素からなり、「ともに例を挙げていっしょに知る場所」という意味である。ところが「彼はいつもあんなふうに踊った」を平原クリー語で言うと単に ᑭ ᐃᓯ ᓇᓃᒥᐦᐃᑐᐤ ki-isi-nanīmihitow となる。

## 書き言葉
クリー語諸方言は、東部ケベックやラブラドールを除き伝統的にカナダ先住民文字の一種であるクリー文字で書かれるが、ローマ字で書かれることもある。最も東の諸方言はローマ字のみで書かれる。

## クレオール語
クリー語はカナダ西部にのみ見られるふたつのクレオール語のもとになった言語でもあった。ミチフ語はクリー語とフランス語から生まれた言語で、バンジー語はクリー語とカナダのスコットランド・ゲール語からできた言語である。これらはカナダ西部でメティ族の移住者・定住者により用いられた。ヨーロッパ人との接触後一定の時期まで、クリー語の多くの語がチヌーク語をもとにした交易語でも基礎をなした。

## 法的な地位
クリー語の社会的・法的な位置づけはカナダ全体で様々である。ノースウェスト準州でクリー語は11の公用語の一つだが、同州のフォートスミス周辺で少数の話者を持つのみである。多くの地域でクリー語は多数の住民に話され、学校で教えられる活発な地域言語だが、他の地域では話者数が激減している。クリー語は北米で消滅が危惧される先住民言語には数えられないが、多くの地域で公的な支援がほとんど施されないため消滅の可能性があることに変わりはない。